# Šport u 1879.
◄◄ | ◄ | 1876. | 1877. | 1878. | 1879.  | 1880. | 1881. | 1882. | ► | ►►
Arhitektura • Astronomija • Biologija • Film • Fotografija • Glazba • Kazalište • Kemija • Kiparstvo • Knjige • Književnost • Kršćanstvo • Meteorologija • Medicina • Planinarstvo • Politika • Pravo • Promet • Slikarstvo • Šport • Znanost • Željeznički promet
Šport u 1879.

## Svijet

### Osnivanja
- Fulham F.C., engleski nogometni klub
- Sunderland A.F.C., engleski nogometni klub
- Swindon Town F.C., engleski nogometni klub
- Cliftonville F.C., sjevernoirski nogometni klub
- FC St. Gallen, švicarski nogometni klub

## Vanjske poveznice
|  | Zajednički poslužitelj ima još gradiva o temi Šport u 1879. |